# عملية المناظير
كانت عملية جوميليز ((بالإنجليزية: Operation Binoculars)‏) عملية عسكرية وهي جزء من ثورة التحرير الجزائرية في ولاية تيزي وزو في الجزائر. وقد استمرت من 22 يوليو عام 1959 وحتى مارس عام 1960. وكانت عبارة عن معركة جبهة التحرير الوطني الجزائرية (FLN) والقوات البرية الفرنسية.

## نظرة عامة
كانت العمليات بقيادة الجنرال شال بنفسه، وبمساعدة الجنرال فور. وكان لدى القوات الفرنسية مهمة مزدوجة هي التهدئة (أو القمع بشكل أساسي) والقتال في مواجهة جيش التحرير الوطني الجزائري (ALN). وقد تم قتل أكثر من 2000 جندي من جيش التحرير الوطني الجزائري، بينما فقد الفرنسيون 213 قتيلاً. وأسفرت العملية عن تدمير بنية جيش التحرير الوطني الجزائري في الولاية.